# Красилин, Михаил Михайлович
Михаи́л Миха́йлович Краси́лин (род. 18 июля 1943, Москва) — советский и российский искусствовед, критик, заведующий сектором экспертизы Государственного научно-исследовательского института реставрации (ГосНИИР), Заслуженный деятель искусств РФ.

## Биография
В 1967 году окончил Московский государственный университет имени М. В. Ломоносова.
С 1968 по 1972 года — работал заведующим филиалами музея-усадьбы «Архангельское».
С 1972 по 1973 — работал заведующим отдела пропаганды Центрального музея древнерусской культуры и искусства имени Андрея Рублёва.
С 1973 года — сотрудник Всесоюзного научно-исследовательского института реставрации Министерства культуры СССР (ныне ГосНИИР). Перейти на работу во ВНИИР Красилина пригласил во директор Иван Петрович Горин. В 1973 году работал в группе для обследования действующих церквей. С 1976 года — руководитель сектора экспертизы Всесоюзной центральной научной лаборатории по консервации и реставрации музейных художественных ценностей ВЦНИЛКР (с 1980 - ВНИИР, с 1992 – ГосНИИР).
С 1982 по 1985 года преподавал историю искусства в Российский институт театрального искусства — ГИТИС.
С 1994 по 1999 года вёл преподавательскую деятельность, на факультете музееведения, по спецкурсу — «экспертиза» в Российском государственном гуманитарном университете.

## Членство в организациях
- В 2003 году избран председателем Объединения критиков и искусствоведов Московского союза художников.